# Eleutherodactylus principalis
Espèce
Statut de conservation UICN

 EN B1ab(iii) : En danger
Eleutherodactylus principalis est une espèce d'amphibiens de la famille des Eleutherodactylidae.

## Répartition
Cette espèce est endémique de Cuba. Elle se rencontre de 300 à 1 000 m d'altitude dans les provinces de Guantánamo et Holguín.

## Description
Les mâles mesurent 19 mm et les femelles 23 mm.

## Publication originale
- Estrada & Blair-Hedges, 1997: Nueva Especie de Eleutherodactylus (Anura:Leptodactylidae) del Macizo Sagua-Baracoa, Cuba Caribbean Journal of Science, vol. 33, no 3/4, p. 222–226 (texte intégral).